# Wincenty Darowski
Wincenty Weryha Darowski herbu Ślepowron (ur. 1787 w Krakowie, zm. 20 czerwca 1862 w Mydlnikach) – polski polityk i działacz gospodarczy, kawaler orderu Virtuti Militari.

## Życiorys
Urodził się w najprawdopodobniej w 1787 w Krakowie.
Był kapitanem 4 pułku jazdy wojsk polskich Księstwa Warszawskiego, został odznaczony krzyżem złotym Virtuti Militari.
Około 1810 ożenił się z Teklą Szylkrą-Trzebińską (ur. 1790), mieli syna Feliksa (1818–1861).
Do 1843 był sekretarzem generalnym Senatu Rządzącego Wolnego Miasta Krakowa, a senatorem do 1846 kiedy to senat zlikwidowano. W latach 1845–1851 był prezesem Towarzystwa Gospodarczo-Rolniczego Krakowskiego.
Do końca życia był właścicielem dóbr tabularnych Mydlniki.
Zmarł 20 czerwca 1862 w Mydlnikach, wówczas osobnej wsi, obecnie części Krakowa. Został pochowany na cmentarzu Rakowickim w Krakowie (kwatera 10).

## Upamiętnienie
W Krakowie-Mydlnikach znajduje się ulica jego imienia (ulica Wincentego Weryhy-Darowskiego).
Został opisany w tomie czwartym Polskiego Słownika Biograficznego.